# NGC 3419
NGC 3419 је спирална галаксија у сазвежђу Лав која се налази на NGC листи објеката дубоког неба.
Деклинација објекта је + 13° 56' 44" а ректасцензија 10h 51m 17,8s. Привидна величина (магнитуда) објекта NGC 3419 износи 12,9 а фотографска магнитуда 13,8. Налази се на удаљености од 43,4000 милиона парсека од Сунца. NGC 3419 је још познат и под ознакама UGC 5964, MCG 2-28-18, CGCG 66-41, ARAK 259, PGC 32535.